# Volta a Turquia 2021
La Volta a Turquia 2021 fou la 56a edició de la Volta a Turquia. La cursa es disputà entre l'11 i el 18 d'abril de 2021, amb un recorregut de 1.244 km distribuïts en vuit etapes. La cursa formava part del calendari UCI ProSeries 2021.
El vencedor final fou José Manuel Díaz (Delko), que s'imposà per un sol segon a Jay Vine (Alpecin-Fenix) i per sis a Eduardo Sepúlveda (Androni Giocattoli-Sidermec), segon i tercer respectivament. En la classificació per punts s'imposà Jasper Philipsen (Alpecin-Fenix), en la muntanya Vitaliy Buts (Salcano) i en la classificació dels esprints Ivar Slik (À Bloc CT). El millor equip fou el Delko.

## Equips participants
| WorldTeams (3)- Astana-Premier Tech - Deceuninck-Quick Step - Israel Start-Up Nation ProTeams (14)- Alpecin-Fenix - Androni Giocattoli-Sidermec - B&B Hotels p/b KTM - Bardiani CSF Faizanè - Bingoal Pauwels Sauces WB - Burgos-BH - Caja Rural-Seguros RGA - Delko - Eolo-Kometa - Euskaltel-Euskadi - Gazprom-RusVelo - Rally Cycling - Team Novo Nordisk - Uno-X Pro Cycling Team Equips continentals (8)- À Bloc CT - Salcano Sakarya BB Team - Spor Toto Cycling Team - Nippo-Provence-PTS Conti - Sapura - Wildlife Generation Pro Cycling - Team SKS Sauerland NRW - Minsk Cycling Club |
| |

## Etapes
| Etapa    | Data      | Ciutats d'etapa       | type              | Distància (km) | Desnivell (m) | Vencedor de l'etapa      | Líder de la general      |
| -------- | --------- | --------------------- | ----------------- | -------------- | ------------- | ------------------------ | ------------------------ |
| 1a etapa | 11 de abr | Konya – Konya         | etapa plana       | 72,4           | 291 m         | Arvid de Kleijn          | Arvid de Kleijn          |
| 2a etapa | 12 de abr | Konya – Konya         | etapa plana       | 144,9          | 1.313 m       | Mark Cavendish           | Mark Cavendish           |
| 3a etapa | 13 de abr | Beyşehir – Alanya     | etapa plana       | 212,6          | 2.351 m       | Mark Cavendish           | Mark Cavendish           |
| 4a etapa | 14 de abr | Alanya – Kemer        | etapa plana       | 184,4          | 873 m         | Mark Cavendish           | Mark Cavendish           |
| 5a etapa | 15 de abr | Kemer – Elmalı        | etapa de muntanya | 160,3          | 3.215 m       | José Manuel Díaz Gallego | José Manuel Díaz Gallego |
| 6a etapa | 16 de abr | Fethiye – Marmaris    | etapa accidentada | 129,1          | 1.632 m       | Jasper Philipsen         | José Manuel Díaz Gallego |
| 7a etapa | 17 de abr | Marmaris – Turgutreis | etapa accidentada | 180            | 2.816 m       | Jasper Philipsen         | José Manuel Díaz Gallego |
| 8a etapa | 18 de abr | Bodrum – Kuşadası     | etapa accidentada | 160,3          | 1.601 m       | Mark Cavendish           | José Manuel Díaz Gallego |

### Etapa 1
| \| Classificació de l'etapa \| Classificació de l'etapa \| Classificació de l'etapa \| Classificació de l'etapa \| Classificació de l'etapa \| \| Corredor \| Corredor \| Equip \| Temps \| \| \| ------------------------ \| ------------------------ \| ------------------------ \| ------------------------ \| ------------------------ \| \| 1r \| Arvid de Kleijn \| Rally Cycling \| 1h 35' 38" \| \| \| 2n \| Kristoffer Halvorsen \| Uno-X Pro Cycling Team \| + 0" \| \| \| 3r \| Pierre Barbier \| Delko \| + 0" \| \| \| 4t \| Mark Cavendish \| Deceuninck-Quick Step \| + 0" \| \| \| 5è \| Jasper Philipsen \| Alpecin-Fenix \| + 0" \| \| \| 6è \| André Greipel \| Israel Start-Up Nation \| + 0" \| \| \| 7è \| Giovanni Lonardi \| Bardiani CSF Faizanè \| + 0" \| \| \| 8è \| Manuel Belletti \| Eolo-Kometa \| + 0" \| \| \| 9è \| Manuel Peñalver \| Burgos-BH \| + 0" \| \| \| 10è \| Eduard-Michael Grosu \| Delko \| + 0" \| \| |                      |                        |            |
| |                      |                        |            |
| Font: ProCyclingStats |                      |                        |            |
| Classificació de l'etapa |                      |                        |            |
| Corredor | Corredor             | Equip                  | Temps      |
| 1r | Arvid de Kleijn      | Rally Cycling          | 1h 35' 38" |
| 2n | Kristoffer Halvorsen | Uno-X Pro Cycling Team | + 0"       |
| 3r | Pierre Barbier       | Delko                  | + 0"       |
| 4t | Mark Cavendish       | Deceuninck-Quick Step  | + 0"       |
| 5è | Jasper Philipsen     | Alpecin-Fenix          | + 0"       |
| 6è | André Greipel        | Israel Start-Up Nation | + 0"       |
| 7è | Giovanni Lonardi     | Bardiani CSF Faizanè   | + 0"       |
| 8è | Manuel Belletti      | Eolo-Kometa            | + 0"       |
| 9è | Manuel Peñalver      | Burgos-BH              | + 0"       |
| 10è | Eduard-Michael Grosu | Delko                  | + 0"       |

| \| Classificació general \| Classificació general \| Classificació general \| Classificació general \| Classificació general \| \| Corredor \| Corredor \| Equip \| Temps \| \| \| --------------------- \| --------------------- \| ------------------------- \| --------------------- \| --------------------- \| \| 1r \| Arvid de Kleijn \| Rally Cycling \| 1h 35' 28" \| \| \| 2n \| Kristoffer Halvorsen \| Uno-X Pro Cycling Team \| + 4" \| \| \| 3r \| Pierre Barbier \| Delko \| + 6" \| \| \| 4t \| Sean De Bie \| Bingoal Pauwels Sauces WB \| + 7" \| \| \| 5è \| Ivar Slik \| À Bloc CT \| + 8" \| \| \| 6è \| Vitali Buts \| Salcano Sakarya BB \| + 9" \| \| \| 7è \| Mark Cavendish \| Deceuninck-Quick Step \| + 10" \| \| \| 8è \| Jasper Philipsen \| Alpecin-Fenix \| + 10" \| \| \| 9è \| André Greipel \| Israel Start-Up Nation \| + 10" \| \| \| 10è \| Giovanni Lonardi \| Bardiani CSF Faizanè \| + 10" \| \| |                      |                           |            |
| |                      |                           |            |
| Font: ProCyclingStats |                      |                           |            |
| Classificació general |                      |                           |            |
| Corredor | Corredor             | Equip                     | Temps      |
| 1r | Arvid de Kleijn      | Rally Cycling             | 1h 35' 28" |
| 2n | Kristoffer Halvorsen | Uno-X Pro Cycling Team    | + 4"       |
| 3r | Pierre Barbier       | Delko                     | + 6"       |
| 4t | Sean De Bie          | Bingoal Pauwels Sauces WB | + 7"       |
| 5è | Ivar Slik            | À Bloc CT                 | + 8"       |
| 6è | Vitali Buts          | Salcano Sakarya BB        | + 9"       |
| 7è | Mark Cavendish       | Deceuninck-Quick Step     | + 10"      |
| 8è | Jasper Philipsen     | Alpecin-Fenix             | + 10"      |
| 9è | André Greipel        | Israel Start-Up Nation    | + 10"      |
| 10è | Giovanni Lonardi     | Bardiani CSF Faizanè      | + 10"      |

### Etapa 2
| \| Classificació de l'etapa \| Classificació de l'etapa \| Classificació de l'etapa \| Classificació de l'etapa \| Classificació de l'etapa \| \| Corredor \| Corredor \| Equip \| Temps \| \| \| ------------------------ \| ------------------------ \| ------------------------- \| ------------------------ \| ------------------------ \| \| 1r \| Mark Cavendish \| Deceuninck-Quick Step \| 3h 17' 26" \| \| \| 2n \| Jasper Philipsen \| Alpecin-Fenix \| + 0" \| \| \| 3r \| André Greipel \| Israel Start-Up Nation \| + 0" \| \| \| 4t \| Arvid de Kleijn \| Rally Cycling \| + 0" \| \| \| 5è \| Stanisław Aniołkowski \| Bingoal Pauwels Sauces WB \| + 0" \| \| \| 6è \| Manuel Peñalver \| Burgos-BH \| + 0" \| \| \| 7è \| Giovanni Lonardi \| Bardiani CSF Faizanè \| + 0" \| \| \| 8è \| Luca Mozzato \| B&B Hotels p/b KTM \| + 0" \| \| \| 9è \| Rick Zabel \| Israel Start-Up Nation \| + 0" \| \| \| 10è \| Søren Wærenskjold \| Uno-X Pro Cycling Team \| + 0" \| \| |                       |                           |            |
| |                       |                           |            |
| Font: ProCyclingStats |                       |                           |            |
| Classificació de l'etapa |                       |                           |            |
| Corredor | Corredor              | Equip                     | Temps      |
| 1r | Mark Cavendish        | Deceuninck-Quick Step     | 3h 17' 26" |
| 2n | Jasper Philipsen      | Alpecin-Fenix             | + 0"       |
| 3r | André Greipel         | Israel Start-Up Nation    | + 0"       |
| 4t | Arvid de Kleijn       | Rally Cycling             | + 0"       |
| 5è | Stanisław Aniołkowski | Bingoal Pauwels Sauces WB | + 0"       |
| 6è | Manuel Peñalver       | Burgos-BH                 | + 0"       |
| 7è | Giovanni Lonardi      | Bardiani CSF Faizanè      | + 0"       |
| 8è | Luca Mozzato          | B&B Hotels p/b KTM        | + 0"       |
| 9è | Rick Zabel            | Israel Start-Up Nation    | + 0"       |
| 10è | Søren Wærenskjold     | Uno-X Pro Cycling Team    | + 0"       |

| \| Classificació general \| Classificació general \| Classificació general \| Classificació general \| Classificació general \| \| Corredor \| Corredor \| Equip \| Temps \| \| \| --------------------- \| --------------------- \| ------------------------- \| --------------------- \| --------------------- \| \| 1r \| Mark Cavendish \| Deceuninck-Quick Step \| 4h 52' 54" \| \| \| 2n \| Arvid de Kleijn \| Rally Cycling \| + 0" \| \| \| 3r \| Jasper Philipsen \| Alpecin-Fenix \| + 4" \| \| \| 4t \| Kristoffer Halvorsen \| Uno-X Pro Cycling Team \| + 4" \| \| \| 5è \| André Greipel \| Israel Start-Up Nation \| + 6" \| \| \| 6è \| Pierre Barbier \| Delko \| + 6" \| \| \| 7è \| Artiom Zakhàrov \| Astana-Premier Tech \| + 7" \| \| \| 8è \| Sean De Bie \| Bingoal Pauwels Sauces WB \| + 7" \| \| \| 9è \| Ivar Slik \| À Bloc CT \| + 8" \| \| \| 10è \| Vitali Buts \| Salcano Sakarya BB \| + 8" \| \| |                      |                           |            |
| |                      |                           |            |
| Font: ProCyclingStats |                      |                           |            |
| Classificació general |                      |                           |            |
| Corredor | Corredor             | Equip                     | Temps      |
| 1r | Mark Cavendish       | Deceuninck-Quick Step     | 4h 52' 54" |
| 2n | Arvid de Kleijn      | Rally Cycling             | + 0"       |
| 3r | Jasper Philipsen     | Alpecin-Fenix             | + 4"       |
| 4t | Kristoffer Halvorsen | Uno-X Pro Cycling Team    | + 4"       |
| 5è | André Greipel        | Israel Start-Up Nation    | + 6"       |
| 6è | Pierre Barbier       | Delko                     | + 6"       |
| 7è | Artiom Zakhàrov      | Astana-Premier Tech       | + 7"       |
| 8è | Sean De Bie          | Bingoal Pauwels Sauces WB | + 7"       |
| 9è | Ivar Slik            | À Bloc CT                 | + 8"       |
| 10è | Vitali Buts          | Salcano Sakarya BB        | + 8"       |

### Etapa 3
| \| Classificació de l'etapa \| Classificació de l'etapa \| Classificació de l'etapa \| Classificació de l'etapa \| Classificació de l'etapa \| \| Corredor \| Corredor \| Equip \| Temps \| \| \| ------------------------ \| ------------------------ \| ------------------------- \| ------------------------ \| ------------------------ \| \| 1r \| Mark Cavendish \| Deceuninck-Quick Step \| 5h 10' 30" \| \| \| 2n \| Jasper Philipsen \| Alpecin-Fenix \| + 0" \| \| \| 3r \| Stanisław Aniołkowski \| Bingoal Pauwels Sauces WB \| + 0" \| \| \| 4t \| Kristoffer Halvorsen \| Uno-X Pro Cycling Team \| + 0" \| \| \| 5è \| André Greipel \| Israel Start-Up Nation \| + 0" \| \| \| 6è \| Manuel Belletti \| Eolo-Kometa \| + 0" \| \| \| 7è \| Arvid de Kleijn \| Rally Cycling \| + 0" \| \| \| 8è \| Lionel Taminiaux \| Alpecin-Fenix \| + 0" \| \| \| 9è \| Eduard-Michael Grosu \| Delko \| + 0" \| \| \| 10è \| Giovanni Lonardi \| Bardiani CSF Faizanè \| + 0" \| \| |                       |                           |            |
| |                       |                           |            |
| Font: ProCyclingStats |                       |                           |            |
| Classificació de l'etapa |                       |                           |            |
| Corredor | Corredor              | Equip                     | Temps      |
| 1r | Mark Cavendish        | Deceuninck-Quick Step     | 5h 10' 30" |
| 2n | Jasper Philipsen      | Alpecin-Fenix             | + 0"       |
| 3r | Stanisław Aniołkowski | Bingoal Pauwels Sauces WB | + 0"       |
| 4t | Kristoffer Halvorsen  | Uno-X Pro Cycling Team    | + 0"       |
| 5è | André Greipel         | Israel Start-Up Nation    | + 0"       |
| 6è | Manuel Belletti       | Eolo-Kometa               | + 0"       |
| 7è | Arvid de Kleijn       | Rally Cycling             | + 0"       |
| 8è | Lionel Taminiaux      | Alpecin-Fenix             | + 0"       |
| 9è | Eduard-Michael Grosu  | Delko                     | + 0"       |
| 10è | Giovanni Lonardi      | Bardiani CSF Faizanè      | + 0"       |

| \| Classificació general \| Classificació general \| Classificació general \| Classificació general \| Classificació general \| \| Corredor \| Corredor \| Equip \| Temps \| \| \| --------------------- \| ------------------------ \| ------------------------- \| --------------------- \| --------------------- \| \| 1r \| Mark Cavendish \| Deceuninck-Quick Step \| 10h 03' 14" \| \| \| 2n \| Jasper Philipsen \| Alpecin-Fenix \| + 8" \| \| \| 3r \| Arvid de Kleijn \| Rally Cycling \| + 10" \| \| \| 4t \| Kristoffer Halvorsen \| Uno-X Pro Cycling Team \| + 14" \| \| \| 5è \| André Greipel \| Israel Start-Up Nation \| + 16" \| \| \| 6è \| Stanisław Aniołkowski \| Bingoal Pauwels Sauces WB \| + 16" \| \| \| 7è \| Pierre Barbier \| Delko \| + 16" \| \| \| 8è \| Artiom Zakhàrov \| Astana-Premier Tech \| + 17" \| \| \| 9è \| Garikoitz Bravo Oiarbide \| Euskaltel-Euskadi \| + 17" \| \| \| 10è \| Sean De Bie \| Bingoal Pauwels Sauces WB \| + 17" \| \| |                          |                           |             |
| |                          |                           |             |
| Font: ProCyclingStats |                          |                           |             |
| Classificació general |                          |                           |             |
| Corredor | Corredor                 | Equip                     | Temps       |
| 1r | Mark Cavendish           | Deceuninck-Quick Step     | 10h 03' 14" |
| 2n | Jasper Philipsen         | Alpecin-Fenix             | + 8"        |
| 3r | Arvid de Kleijn          | Rally Cycling             | + 10"       |
| 4t | Kristoffer Halvorsen     | Uno-X Pro Cycling Team    | + 14"       |
| 5è | André Greipel            | Israel Start-Up Nation    | + 16"       |
| 6è | Stanisław Aniołkowski    | Bingoal Pauwels Sauces WB | + 16"       |
| 7è | Pierre Barbier           | Delko                     | + 16"       |
| 8è | Artiom Zakhàrov          | Astana-Premier Tech       | + 17"       |
| 9è | Garikoitz Bravo Oiarbide | Euskaltel-Euskadi         | + 17"       |
| 10è | Sean De Bie              | Bingoal Pauwels Sauces WB | + 17"       |

### Etapa 4
| \| Classificació de l'etapa \| Classificació de l'etapa \| Classificació de l'etapa \| Classificació de l'etapa \| Classificació de l'etapa \| \| Corredor \| Corredor \| Equip \| Temps \| \| \| ------------------------ \| ------------------------ \| ------------------------- \| ------------------------ \| ------------------------ \| \| 1r \| Mark Cavendish \| Deceuninck-Quick Step \| 4h 09' 38" \| \| \| 2n \| Jasper Philipsen \| Alpecin-Fenix \| + 0" \| \| \| 3r \| Stanisław Aniołkowski \| Bingoal Pauwels Sauces WB \| + 0" \| \| \| 4t \| Arvid de Kleijn \| Rally Cycling \| + 0" \| \| \| 5è \| Pierre Barbier \| Delko \| + 0" \| \| \| 6è \| David González López \| Caja Rural-Seguros RGA \| + 0" \| \| \| 7è \| Lars Kulbe \| Team SKS Sauerland NRW \| + 0" \| \| \| 8è \| Luca Mozzato \| B&B Hotels p/b KTM \| + 0" \| \| \| 9è \| Mārtiņš Pluto \| À Bloc CT \| + 0" \| \| \| 10è \| Damiano Cima \| Gazprom-RusVelo \| + 0" \| \| |                       |                           |            |
| |                       |                           |            |
| Font: ProCyclingStats |                       |                           |            |
| Classificació de l'etapa |                       |                           |            |
| Corredor | Corredor              | Equip                     | Temps      |
| 1r | Mark Cavendish        | Deceuninck-Quick Step     | 4h 09' 38" |
| 2n | Jasper Philipsen      | Alpecin-Fenix             | + 0"       |
| 3r | Stanisław Aniołkowski | Bingoal Pauwels Sauces WB | + 0"       |
| 4t | Arvid de Kleijn       | Rally Cycling             | + 0"       |
| 5è | Pierre Barbier        | Delko                     | + 0"       |
| 6è | David González López  | Caja Rural-Seguros RGA    | + 0"       |
| 7è | Lars Kulbe            | Team SKS Sauerland NRW    | + 0"       |
| 8è | Luca Mozzato          | B&B Hotels p/b KTM        | + 0"       |
| 9è | Mārtiņš Pluto         | À Bloc CT                 | + 0"       |
| 10è | Damiano Cima          | Gazprom-RusVelo           | + 0"       |

| \| Classificació general \| Classificació general \| Classificació general \| Classificació general \| Classificació general \| \| Corredor \| Corredor \| Equip \| Temps \| \| \| --------------------- \| ------------------------ \| ------------------------- \| --------------------- \| --------------------- \| \| 1r \| Mark Cavendish \| Deceuninck-Quick Step \| 14h 12' 42" \| \| \| 2n \| Jasper Philipsen \| Alpecin-Fenix \| + 12" \| \| \| 3r \| Arvid de Kleijn \| Rally Cycling \| + 20" \| \| \| 4t \| Stanisław Aniołkowski \| Bingoal Pauwels Sauces WB \| + 22" \| \| \| 5è \| Kristoffer Halvorsen \| Uno-X Pro Cycling Team \| + 24" \| \| \| 6è \| Pierre Barbier \| Delko \| + 26" \| \| \| 7è \| André Greipel \| Israel Start-Up Nation \| + 26" \| \| \| 8è \| Artiom Zakhàrov \| Astana-Premier Tech \| + 27" \| \| \| 9è \| Garikoitz Bravo Oiarbide \| Euskaltel-Euskadi \| + 27" \| \| \| 10è \| Nur Aiman Rosli \| Team Sapura Cycling \| + 27" \| \| |                          |                           |             |
| |                          |                           |             |
| Font: ProCyclingStats |                          |                           |             |
| Classificació general |                          |                           |             |
| Corredor | Corredor                 | Equip                     | Temps       |
| 1r | Mark Cavendish           | Deceuninck-Quick Step     | 14h 12' 42" |
| 2n | Jasper Philipsen         | Alpecin-Fenix             | + 12"       |
| 3r | Arvid de Kleijn          | Rally Cycling             | + 20"       |
| 4t | Stanisław Aniołkowski    | Bingoal Pauwels Sauces WB | + 22"       |
| 5è | Kristoffer Halvorsen     | Uno-X Pro Cycling Team    | + 24"       |
| 6è | Pierre Barbier           | Delko                     | + 26"       |
| 7è | André Greipel            | Israel Start-Up Nation    | + 26"       |
| 8è | Artiom Zakhàrov          | Astana-Premier Tech       | + 27"       |
| 9è | Garikoitz Bravo Oiarbide | Euskaltel-Euskadi         | + 27"       |
| 10è | Nur Aiman Rosli          | Team Sapura Cycling       | + 27"       |

### Etapa 5
| \| Classificació de l'etapa \| Classificació de l'etapa \| Classificació de l'etapa \| Classificació de l'etapa \| Classificació de l'etapa \| \| Corredor \| Corredor \| Equip \| Temps \| \| \| ------------------------ \| -------------------------- \| --------------------------- \| ------------------------ \| ------------------------ \| \| 1r \| José Manuel Díaz Gallego \| Delko \| 4h 25' 25" \| \| \| 2n \| Jay Vine \| Alpecin-Fenix \| + 0" \| \| \| 3r \| Eduardo Sepúlveda \| Androni Giocattoli-Sidermec \| + 0" \| \| \| 4t \| Anders Halland Johannessen \| Uno-X Pro Cycling Team \| + 15" \| \| \| 5è \| Jhojan García \| Caja Rural-Seguros RGA \| + 15" \| \| \| 6è \| Merhawi Kudus \| Astana-Premier Tech \| + 18" \| \| \| 7è \| Anthon Charmig \| Uno-X Pro Cycling Team \| + 20" \| \| \| 8è \| Delio Fernández Cruz \| Delko \| + 23" \| \| \| 9è \| Quentin Pacher \| B&B Hotels p/b KTM \| + 38" \| \| \| 10è \| Artiom Nitx \| Gazprom-RusVelo \| + 42" \| \| |                            |                             |            |
| |                            |                             |            |
| Font: ProCyclingStats |                            |                             |            |
| Classificació de l'etapa |                            |                             |            |
| Corredor | Corredor                   | Equip                       | Temps      |
| 1r | José Manuel Díaz Gallego   | Delko                       | 4h 25' 25" |
| 2n | Jay Vine                   | Alpecin-Fenix               | + 0"       |
| 3r | Eduardo Sepúlveda          | Androni Giocattoli-Sidermec | + 0"       |
| 4t | Anders Halland Johannessen | Uno-X Pro Cycling Team      | + 15"      |
| 5è | Jhojan García              | Caja Rural-Seguros RGA      | + 15"      |
| 6è | Merhawi Kudus              | Astana-Premier Tech         | + 18"      |
| 7è | Anthon Charmig             | Uno-X Pro Cycling Team      | + 20"      |
| 8è | Delio Fernández Cruz       | Delko                       | + 23"      |
| 9è | Quentin Pacher             | B&B Hotels p/b KTM          | + 38"      |
| 10è | Artiom Nitx                | Gazprom-RusVelo             | + 42"      |

| \| Classificació general \| Classificació general \| Classificació general \| Classificació general \| Classificació general \| \| Corredor \| Corredor \| Equip \| Temps \| \| \| --------------------- \| -------------------------- \| --------------------------- \| --------------------- \| --------------------- \| \| 1r \| José Manuel Díaz Gallego \| Delko \| 18h 38' 27" \| \| \| 2n \| Jay Vine \| Alpecin-Fenix \| + 4" \| \| \| 3r \| Eduardo Sepúlveda \| Androni Giocattoli-Sidermec \| + 6" \| \| \| 4t \| Jhojan García \| Caja Rural-Seguros RGA \| + 25" \| \| \| 5è \| Merhawi Kudus \| Astana-Premier Tech \| + 28" \| \| \| 6è \| Anthon Charmig \| Uno-X Pro Cycling Team \| + 30" \| \| \| 7è \| Delio Fernández Cruz \| Delko \| + 33" \| \| \| 8è \| Quentin Pacher \| B&B Hotels p/b KTM \| + 48" \| \| \| 9è \| Artiom Nitx \| Gazprom-RusVelo \| + 52" \| \| \| 10è \| Anders Halland Johannessen \| Uno-X Pro Cycling Team \| + 55" \| \| |                            |                             |             |
| |                            |                             |             |
| Font: ProCyclingStats |                            |                             |             |
| Classificació general |                            |                             |             |
| Corredor | Corredor                   | Equip                       | Temps       |
| 1r | José Manuel Díaz Gallego   | Delko                       | 18h 38' 27" |
| 2n | Jay Vine                   | Alpecin-Fenix               | + 4"        |
| 3r | Eduardo Sepúlveda          | Androni Giocattoli-Sidermec | + 6"        |
| 4t | Jhojan García              | Caja Rural-Seguros RGA      | + 25"       |
| 5è | Merhawi Kudus              | Astana-Premier Tech         | + 28"       |
| 6è | Anthon Charmig             | Uno-X Pro Cycling Team      | + 30"       |
| 7è | Delio Fernández Cruz       | Delko                       | + 33"       |
| 8è | Quentin Pacher             | B&B Hotels p/b KTM          | + 48"       |
| 9è | Artiom Nitx                | Gazprom-RusVelo             | + 52"       |
| 10è | Anders Halland Johannessen | Uno-X Pro Cycling Team      | + 55"       |

### Etapa 6
| \| Classificació de l'etapa \| Classificació de l'etapa \| Classificació de l'etapa \| Classificació de l'etapa \| Classificació de l'etapa \| \| Corredor \| Corredor \| Equip \| Temps \| \| \| ------------------------ \| ------------------------ \| ------------------------- \| ------------------------ \| ------------------------ \| \| 1r \| Jasper Philipsen \| Alpecin-Fenix \| 2h 55' 50" \| \| \| 2n \| André Greipel \| Israel Start-Up Nation \| + 0" \| \| \| 3r \| Kristoffer Halvorsen \| Uno-X Pro Cycling Team \| + 0" \| \| \| 4t \| Mark Cavendish \| Deceuninck-Quick Step \| + 0" \| \| \| 5è \| Stanisław Aniołkowski \| Bingoal Pauwels Sauces WB \| + 0" \| \| \| 6è \| Luca Mozzato \| B&B Hotels p/b KTM \| + 0" \| \| \| 7è \| Giovanni Lonardi \| Bardiani CSF Faizanè \| + 0" \| \| \| 8è \| Vincenzo Albanese \| Eolo-Kometa \| + 0" \| \| \| 9è \| Ígor Bóiev \| Gazprom-RusVelo \| + 0" \| \| \| 10è \| Mārtiņš Pluto \| À Bloc CT \| + 0" \| \| |                       |                           |            |
| |                       |                           |            |
| Font: ProCyclingStats |                       |                           |            |
| Classificació de l'etapa |                       |                           |            |
| Corredor | Corredor              | Equip                     | Temps      |
| 1r | Jasper Philipsen      | Alpecin-Fenix             | 2h 55' 50" |
| 2n | André Greipel         | Israel Start-Up Nation    | + 0"       |
| 3r | Kristoffer Halvorsen  | Uno-X Pro Cycling Team    | + 0"       |
| 4t | Mark Cavendish        | Deceuninck-Quick Step     | + 0"       |
| 5è | Stanisław Aniołkowski | Bingoal Pauwels Sauces WB | + 0"       |
| 6è | Luca Mozzato          | B&B Hotels p/b KTM        | + 0"       |
| 7è | Giovanni Lonardi      | Bardiani CSF Faizanè      | + 0"       |
| 8è | Vincenzo Albanese     | Eolo-Kometa               | + 0"       |
| 9è | Ígor Bóiev            | Gazprom-RusVelo           | + 0"       |
| 10è | Mārtiņš Pluto         | À Bloc CT                 | + 0"       |

| \| Classificació general \| Classificació general \| Classificació general \| Classificació general \| Classificació general \| \| Corredor \| Corredor \| Equip \| Temps \| \| \| --------------------- \| -------------------------- \| --------------------------- \| --------------------- \| --------------------- \| \| 1r \| José Manuel Díaz Gallego \| Delko \| 21h 34' 17" \| \| \| 2n \| Jay Vine \| Alpecin-Fenix \| + 4" \| \| \| 3r \| Eduardo Sepúlveda \| Androni Giocattoli-Sidermec \| + 6" \| \| \| 4t \| Jhojan García \| Caja Rural-Seguros RGA \| + 25" \| \| \| 5è \| Merhawi Kudus \| Astana-Premier Tech \| + 28" \| \| \| 6è \| Anthon Charmig \| Uno-X Pro Cycling Team \| + 30" \| \| \| 7è \| Delio Fernández Cruz \| Delko \| + 33" \| \| \| 8è \| Quentin Pacher \| B&B Hotels p/b KTM \| + 48" \| \| \| 9è \| Artiom Nitx \| Gazprom-RusVelo \| + 52" \| \| \| 10è \| Anders Halland Johannessen \| Uno-X Pro Cycling Team \| + 55" \| \| |                            |                             |             |
| |                            |                             |             |
| Font: ProCyclingStats |                            |                             |             |
| Classificació general |                            |                             |             |
| Corredor | Corredor                   | Equip                       | Temps       |
| 1r | José Manuel Díaz Gallego   | Delko                       | 21h 34' 17" |
| 2n | Jay Vine                   | Alpecin-Fenix               | + 4"        |
| 3r | Eduardo Sepúlveda          | Androni Giocattoli-Sidermec | + 6"        |
| 4t | Jhojan García              | Caja Rural-Seguros RGA      | + 25"       |
| 5è | Merhawi Kudus              | Astana-Premier Tech         | + 28"       |
| 6è | Anthon Charmig             | Uno-X Pro Cycling Team      | + 30"       |
| 7è | Delio Fernández Cruz       | Delko                       | + 33"       |
| 8è | Quentin Pacher             | B&B Hotels p/b KTM          | + 48"       |
| 9è | Artiom Nitx                | Gazprom-RusVelo             | + 52"       |
| 10è | Anders Halland Johannessen | Uno-X Pro Cycling Team      | + 55"       |

### Etapa 7
| \| Classificació de l'etapa \| Classificació de l'etapa \| Classificació de l'etapa \| Classificació de l'etapa \| Classificació de l'etapa \| \| Corredor \| Corredor \| Equip \| Temps \| \| \| ------------------------ \| ------------------------ \| ------------------------- \| ------------------------ \| ------------------------ \| \| 1r \| Jasper Philipsen \| Alpecin-Fenix \| 4h 20' 45" \| \| \| 2n \| André Greipel \| Israel Start-Up Nation \| + 0" \| \| \| 3r \| Mark Cavendish \| Deceuninck-Quick Step \| + 0" \| \| \| 4t \| Stanisław Aniołkowski \| Bingoal Pauwels Sauces WB \| + 0" \| \| \| 5è \| Vincenzo Albanese \| Eolo-Kometa \| + 0" \| \| \| 6è \| Rick Zabel \| Israel Start-Up Nation \| + 0" \| \| \| 7è \| Luca Wackermann \| Eolo-Kometa \| + 0" \| \| \| 8è \| Gleb Brussenskiy \| Astana-Premier Tech \| + 0" \| \| \| 9è \| Giovanni Lonardi \| Bardiani CSF Faizanè \| + 0" \| \| \| 10è \| Ahmet Örken \| Team Sapura Cycling \| + 0" \| \| |                       |                           |            |
| |                       |                           |            |
| Font: ProCyclingStats |                       |                           |            |
| Classificació de l'etapa |                       |                           |            |
| Corredor | Corredor              | Equip                     | Temps      |
| 1r | Jasper Philipsen      | Alpecin-Fenix             | 4h 20' 45" |
| 2n | André Greipel         | Israel Start-Up Nation    | + 0"       |
| 3r | Mark Cavendish        | Deceuninck-Quick Step     | + 0"       |
| 4t | Stanisław Aniołkowski | Bingoal Pauwels Sauces WB | + 0"       |
| 5è | Vincenzo Albanese     | Eolo-Kometa               | + 0"       |
| 6è | Rick Zabel            | Israel Start-Up Nation    | + 0"       |
| 7è | Luca Wackermann       | Eolo-Kometa               | + 0"       |
| 8è | Gleb Brussenskiy      | Astana-Premier Tech       | + 0"       |
| 9è | Giovanni Lonardi      | Bardiani CSF Faizanè      | + 0"       |
| 10è | Ahmet Örken           | Team Sapura Cycling       | + 0"       |

| \| Classificació general \| Classificació general \| Classificació general \| Classificació general \| Classificació general \| \| Corredor \| Corredor \| Equip \| Temps \| \| \| --------------------- \| -------------------------- \| --------------------------- \| --------------------- \| --------------------- \| \| 1r \| José Manuel Díaz Gallego \| Delko \| 25h 55' 02" \| \| \| 2n \| Jay Vine \| Alpecin-Fenix \| + 1" \| \| \| 3r \| Eduardo Sepúlveda \| Androni Giocattoli-Sidermec \| + 6" \| \| \| 4t \| Jhojan García \| Caja Rural-Seguros RGA \| + 25" \| \| \| 5è \| Merhawi Kudus \| Astana-Premier Tech \| + 28" \| \| \| 6è \| Anthon Charmig \| Uno-X Pro Cycling Team \| + 30" \| \| \| 7è \| Delio Fernández Cruz \| Delko \| + 33" \| \| \| 8è \| Artiom Nitx \| Gazprom-RusVelo \| + 52" \| \| \| 9è \| Anders Halland Johannessen \| Uno-X Pro Cycling Team \| + 55" \| \| \| 10è \| Garikoitz Bravo Oiarbide \| Euskaltel-Euskadi \| + 1' 01" \| \| |                            |                             |             |
| |                            |                             |             |
| Font: ProCyclingStats |                            |                             |             |
| Classificació general |                            |                             |             |
| Corredor | Corredor                   | Equip                       | Temps       |
| 1r | José Manuel Díaz Gallego   | Delko                       | 25h 55' 02" |
| 2n | Jay Vine                   | Alpecin-Fenix               | + 1"        |
| 3r | Eduardo Sepúlveda          | Androni Giocattoli-Sidermec | + 6"        |
| 4t | Jhojan García              | Caja Rural-Seguros RGA      | + 25"       |
| 5è | Merhawi Kudus              | Astana-Premier Tech         | + 28"       |
| 6è | Anthon Charmig             | Uno-X Pro Cycling Team      | + 30"       |
| 7è | Delio Fernández Cruz       | Delko                       | + 33"       |
| 8è | Artiom Nitx                | Gazprom-RusVelo             | + 52"       |
| 9è | Anders Halland Johannessen | Uno-X Pro Cycling Team      | + 55"       |
| 10è | Garikoitz Bravo Oiarbide   | Euskaltel-Euskadi           | + 1' 01"    |

### Etapa 8
| \| Classificació de l'etapa \| Classificació de l'etapa \| Classificació de l'etapa \| Classificació de l'etapa \| Classificació de l'etapa \| \| Corredor \| Corredor \| Equip \| Temps \| \| \| ------------------------ \| ------------------------ \| ------------------------- \| ------------------------ \| ------------------------ \| \| 1r \| Mark Cavendish \| Deceuninck-Quick Step \| 3h 24' 38" \| \| \| 2n \| Jasper Philipsen \| Alpecin-Fenix \| + 0" \| \| \| 3r \| Kristoffer Halvorsen \| Uno-X Pro Cycling Team \| + 0" \| \| \| 4t \| André Greipel \| Israel Start-Up Nation \| + 0" \| \| \| 5è \| Giovanni Lonardi \| Bardiani CSF Faizanè \| + 0" \| \| \| 6è \| Vincenzo Albanese \| Eolo-Kometa \| + 0" \| \| \| 7è \| Stanisław Aniołkowski \| Bingoal Pauwels Sauces WB \| + 0" \| \| \| 8è \| Damiano Cima \| Gazprom-RusVelo \| + 0" \| \| \| 9è \| Jokin Aranburu \| Euskaltel-Euskadi \| + 0" \| \| \| 10è \| Ahmet Örken \| Team Sapura Cycling \| + 0" \| \| |                       |                           |            |
| |                       |                           |            |
| Font: ProCyclingStats |                       |                           |            |
| Classificació de l'etapa |                       |                           |            |
| Corredor | Corredor              | Equip                     | Temps      |
| 1r | Mark Cavendish        | Deceuninck-Quick Step     | 3h 24' 38" |
| 2n | Jasper Philipsen      | Alpecin-Fenix             | + 0"       |
| 3r | Kristoffer Halvorsen  | Uno-X Pro Cycling Team    | + 0"       |
| 4t | André Greipel         | Israel Start-Up Nation    | + 0"       |
| 5è | Giovanni Lonardi      | Bardiani CSF Faizanè      | + 0"       |
| 6è | Vincenzo Albanese     | Eolo-Kometa               | + 0"       |
| 7è | Stanisław Aniołkowski | Bingoal Pauwels Sauces WB | + 0"       |
| 8è | Damiano Cima          | Gazprom-RusVelo           | + 0"       |
| 9è | Jokin Aranburu        | Euskaltel-Euskadi         | + 0"       |
| 10è | Ahmet Örken           | Team Sapura Cycling       | + 0"       |

## Classificacions finals

### Classificació general
| \| Classificació general \| Classificació general \| Classificació general \| Classificació general \| Classificació general \| \| Corredor \| Corredor \| Equip \| Temps \| \| \| --------------------- \| -------------------------- \| --------------------------- \| --------------------- \| --------------------- \| \| 1r \| José Manuel Díaz Gallego \| Delko \| 29h 19' 40" \| \| \| 2n \| Jay Vine \| Alpecin-Fenix \| + 1" \| \| \| 3r \| Eduardo Sepúlveda \| Androni Giocattoli-Sidermec \| + 6" \| \| \| 4t \| Jhojan García \| Caja Rural-Seguros RGA \| + 25" \| \| \| 5è \| Merhawi Kudus \| Astana-Premier Tech \| + 28" \| \| \| 6è \| Anthon Charmig \| Uno-X Pro Cycling Team \| + 30" \| \| \| 7è \| Delio Fernández Cruz \| Delko \| + 33" \| \| \| 8è \| Artiom Nitx \| Gazprom-RusVelo \| + 52" \| \| \| 9è \| Anders Halland Johannessen \| Uno-X Pro Cycling Team \| + 55" \| \| \| 10è \| Garikoitz Bravo Oiarbide \| Euskaltel-Euskadi \| + 1' 01" \| \| |                            |                             |             |
| |                            |                             |             |
| Font: ProCyclingStats |                            |                             |             |
| Classificació general |                            |                             |             |
| Corredor | Corredor                   | Equip                       | Temps       |
| 1r | José Manuel Díaz Gallego   | Delko                       | 29h 19' 40" |
| 2n | Jay Vine                   | Alpecin-Fenix               | + 1"        |
| 3r | Eduardo Sepúlveda          | Androni Giocattoli-Sidermec | + 6"        |
| 4t | Jhojan García              | Caja Rural-Seguros RGA      | + 25"       |
| 5è | Merhawi Kudus              | Astana-Premier Tech         | + 28"       |
| 6è | Anthon Charmig             | Uno-X Pro Cycling Team      | + 30"       |
| 7è | Delio Fernández Cruz       | Delko                       | + 33"       |
| 8è | Artiom Nitx                | Gazprom-RusVelo             | + 52"       |
| 9è | Anders Halland Johannessen | Uno-X Pro Cycling Team      | + 55"       |
| 10è | Garikoitz Bravo Oiarbide   | Euskaltel-Euskadi           | + 1' 01"    |

### Classificacions secundàries
| Classificació de la muntanya | Classificació de la muntanya | Classificació de la muntanya | Classificació de la muntanya | Classificació de la muntanya |
| Corredor                     | Corredor                     | Equip                        | Punts                        |                              |
| ---------------------------- | ---------------------------- | ---------------------------- | ---------------------------- | ---------------------------- |
| 1r                           | Vitali Buts                  | Salcano Sakarya BB           | 25 pts                       |                              |
| 2n                           | Danilo Celano                | Team Sapura Cycling          | 22 pts                       |                              |
| 3r                           | Mirco Maestri                | Bardiani CSF Faizanè         | 11 pts                       |                              |
| 4t                           | Jay Vine                     | Alpecin-Fenix                | 11 pts                       |                              |
| 5è                           | José Manuel Díaz Gallego     | Delko                        | 10 pts                       |                              |
| 6è                           | Nicola Venchiarutti          | Androni Giocattoli-Sidermec  | 8 pts                        |                              |
| 7è                           | Francesco Gavazzi            | Eolo-Kometa                  | 8 pts                        |                              |
| 8è                           | Jhojan García                | Caja Rural-Seguros RGA       | 7 pts                        |                              |
| 9è                           | Alessandro Tonelli           | Bardiani CSF Faizanè         | 7 pts                        |                              |
| 10è                          | Merhawi Kudus                | Astana-Premier Tech          | 6 pts                        |                              |

| Classificació de la muntanya | Classificació de la muntanya | Classificació de la muntanya | Classificació de la muntanya | Classificació de la muntanya |
| Corredor                     | Corredor                     | Equip                        | Punts                        |                              |
| ---------------------------- | ---------------------------- | ---------------------------- | ---------------------------- | ---------------------------- |
| 1r                           | Vitali Buts                  | Salcano Sakarya BB           | 25 pts                       |                              |
| 2n                           | Danilo Celano                | Team Sapura Cycling          | 22 pts                       |                              |
| 3r                           | Mirco Maestri                | Bardiani CSF Faizanè         | 11 pts                       |                              |
| 4t                           | Jay Vine                     | Alpecin-Fenix                | 11 pts                       |                              |
| 5è                           | José Manuel Díaz Gallego     | Delko                        | 10 pts                       |                              |
| 6è                           | Nicola Venchiarutti          | Androni Giocattoli-Sidermec  | 8 pts                        |                              |
| 7è                           | Francesco Gavazzi            | Eolo-Kometa                  | 8 pts                        |                              |
| 8è                           | Jhojan García                | Caja Rural-Seguros RGA       | 7 pts                        |                              |
| 9è                           | Alessandro Tonelli           | Bardiani CSF Faizanè         | 7 pts                        |                              |
| 10è                          | Merhawi Kudus                | Astana-Premier Tech          | 6 pts                        |                              |

| Classificació per punts | Classificació per punts | Classificació per punts   | Classificació per punts | Classificació per punts |
| Corredor                | Corredor                | Equip                     | Punts                   |                         |
| ----------------------- | ----------------------- | ------------------------- | ----------------------- | ----------------------- |
| 1r                      | Jasper Philipsen        | Alpecin-Fenix             | 101 pts                 |                         |
| 2n                      | Mark Cavendish          | Deceuninck-Quick Step     | 97 pts                  |                         |
| 3r                      | André Greipel           | Israel Start-Up Nation    | 74 pts                  |                         |
| 4t                      | Stanisław Aniołkowski   | Bingoal Pauwels Sauces WB | 69 pts                  |                         |
| 5è                      | Kristoffer Halvorsen    | Uno-X Pro Cycling Team    | 59 pts                  |                         |
| 6è                      | Giovanni Lonardi        | Bardiani CSF Faizanè      | 51 pts                  |                         |
| 7è                      | Vincenzo Albanese       | Eolo-Kometa               | 29 pts                  |                         |
| 8è                      | Manuel Peñalver         | Burgos-BH                 | 27 pts                  |                         |
| 9è                      | David González López    | Caja Rural-Seguros RGA    | 25 pts                  |                         |
| 10è                     | Jay Vine                | Alpecin-Fenix             | 23 pts                  |                         |

| Classificació per punts | Classificació per punts | Classificació per punts   | Classificació per punts | Classificació per punts |
| Corredor                | Corredor                | Equip                     | Punts                   |                         |
| ----------------------- | ----------------------- | ------------------------- | ----------------------- | ----------------------- |
| 1r                      | Jasper Philipsen        | Alpecin-Fenix             | 101 pts                 |                         |
| 2n                      | Mark Cavendish          | Deceuninck-Quick Step     | 97 pts                  |                         |
| 3r                      | André Greipel           | Israel Start-Up Nation    | 74 pts                  |                         |
| 4t                      | Stanisław Aniołkowski   | Bingoal Pauwels Sauces WB | 69 pts                  |                         |
| 5è                      | Kristoffer Halvorsen    | Uno-X Pro Cycling Team    | 59 pts                  |                         |
| 6è                      | Giovanni Lonardi        | Bardiani CSF Faizanè      | 51 pts                  |                         |
| 7è                      | Vincenzo Albanese       | Eolo-Kometa               | 29 pts                  |                         |
| 8è                      | Manuel Peñalver         | Burgos-BH                 | 27 pts                  |                         |
| 9è                      | David González López    | Caja Rural-Seguros RGA    | 25 pts                  |                         |
| 10è                     | Jay Vine                | Alpecin-Fenix             | 23 pts                  |                         |

| Classificació per equips | Classificació per equips    | Classificació per equips | Classificació per equips |
| Equip                    | Equip                       | Temps                    |                          |
| ------------------------ | --------------------------- | ------------------------ | ------------------------ |
| 1r                       | Delko                       | 88h 01' 14"              |                          |
| 2n                       | Astana-Premier Tech         | + 1' 04"                 |                          |
| 3r                       | Gazprom-RusVelo             | + 3' 57"                 |                          |
| 4t                       | Euskaltel-Euskadi           | + 5' 25"                 |                          |
| 5è                       | Bardiani CSF Faizanè        | + 6' 02"                 |                          |
| 6è                       | Eolo-Kometa                 | + 8' 47"                 |                          |
| 7è                       | Israel Start-Up Nation      | + 9' 34"                 |                          |
| 8è                       | Burgos-BH                   | + 10' 17"                |                          |
| 9è                       | Uno-X Pro Cycling Team      | + 11' 20"                |                          |
| 10è                      | Androni Giocattoli-Sidermec | + 11' 51"                |                          |

| Classificació per equips | Classificació per equips    | Classificació per equips | Classificació per equips |
| Equip                    | Equip                       | Temps                    |                          |
| ------------------------ | --------------------------- | ------------------------ | ------------------------ |
| 1r                       | Delko                       | 88h 01' 14"              |                          |
| 2n                       | Astana-Premier Tech         | + 1' 04"                 |                          |
| 3r                       | Gazprom-RusVelo             | + 3' 57"                 |                          |
| 4t                       | Euskaltel-Euskadi           | + 5' 25"                 |                          |
| 5è                       | Bardiani CSF Faizanè        | + 6' 02"                 |                          |
| 6è                       | Eolo-Kometa                 | + 8' 47"                 |                          |
| 7è                       | Israel Start-Up Nation      | + 9' 34"                 |                          |
| 8è                       | Burgos-BH                   | + 10' 17"                |                          |
| 9è                       | Uno-X Pro Cycling Team      | + 11' 20"                |                          |
| 10è                      | Androni Giocattoli-Sidermec | + 11' 51"                |                          |

## Evolució de les classificacions
| Etapa                  | Vencedor               | Classificació general | Classificació per punts | Classificació de la muntanya | Classificació dels esprints | Classificació per equips |
| ---------------------- | ---------------------- | --------------------- | ----------------------- | ---------------------------- | --------------------------- | ------------------------ |
| 1                      | Arvid de Kleijn        | Arvid de Kleijn       | Arvid de Kleijn         | Ivar Slik                    | Sean De Bie                 | Delko                    |
| 2                      | Mark Cavendish         | Mark Cavendish        | Mark Cavendish          | Vitaliy Buts                 | Artyom Zakharov             | Alpecin-Fenix            |
| 3                      | Mark Cavendish         | Mark Cavendish        | Mark Cavendish          | Vitaliy Buts                 | Artyom Zakharov             | Bingoal-WB               |
| 4                      | Mark Cavendish         | Mark Cavendish        | Mark Cavendish          | Vitaliy Buts                 | Ivar Slik                   | Bingoal-WB               |
| 5                      | José Manuel Díaz       | José Manuel Díaz      | Mark Cavendish          | Vitaliy Buts                 | Ivar Slik                   | Delko                    |
| 6                      | Jasper Philipsen       | José Manuel Díaz      | Mark Cavendish          | Vitaliy Buts                 | Ivar Slik                   | Delko                    |
| 7                      | Jasper Philipsen       | José Manuel Díaz      | Jasper Philipsen        | Vitaliy Buts                 | Ivar Slik                   | Delko                    |
| 8                      | Mark Cavendish         | José Manuel Díaz      | Jasper Philipsen        | Vitaliy Buts                 | Ivar Slik                   | Delko                    |
| Classificacions finals | Classificacions finals | José Manuel Díaz      | Jasper Philipsen        | Vitaliy Buts                 | Ivar Slik                   | Delko                    |